# Olympische Sommerspiele 1972/Teilnehmer (Niederländische Antillen)
| Gelbes Symbol für Goldmedaillen mit stilisierten Olympischen Ringen | Graues Symbol für Silbermedaillen mit stilisierten Olympischen Ringen | Braundes Symbol für Bronzemedaillen mit stilisierten Olympischen Ringen |
| ------------------------------------------------------------------- | --------------------------------------------------------------------- | ----------------------------------------------------------------------- |
| —                                                                   | —                                                                     | —                                                                       |

Die Niederländischen Antillen nahmen an den Olympischen Sommerspielen 1972 in München mit einer Delegation von zwei Sportlern (allesamt Männer) teil.

## Teilnehmer nach Sportarten

### Gewichtheben
- Roberto Lindeborg
Bantamgewicht: 19. Platz

### Schießen
- Bèto Adriana
Kleinkaliber, liegend: 100. Platz